# Groucho Marx
Groucho Marx (født 2. oktober 1890 i New York, død 19. august 1977) var amerikansk skuespiller. Han var en af Marx Brothers, og med gruppens film fra 1930'erne og 1940'erne opnåede han verdensberømmelse.

## Personen
Hans fødenavn var Julius Henry Marx, men han blev i Marx Brothers kaldt Groucho, der spiller på det engelske ord for gnaven. Han var nummer tre i søskendeflokken efter Chico og Harpo med de yngre brødre Zeppo og Gummo. Han var egentlig en stille dreng, men udviklede en skarp humoristisk sans for at få opmærksomhed i søskendeflokken. Det kom ham senere til stor nytte som skuespiller.
Han var kendt for også i sit privatliv at praktisere sin humor over for blandt andet sine børn og i breve.

## Karriere
Som den første af brødrene startede Groucho en scenekarriere som 15-årig. I de følgende næsten tyve år optrådte Groucho i små shows og forskellige varieteer uden stor succes. Efterhånden fandt brødrene sammen, og de fik deres gennembrud på Broadway i 1924. Flere store successer fulgte, og i 1929 blev én af disse forestillinger filmatiseret som Cocoanuts. En række film fulgte efter, og gruppen fik stor succes. 
Efterhånden fik brødrene forskellige kunstneriske interesser. For Grouchos vedkommende blev det radioshows, der gav ham fornyet succes. Han blev vært i egne shows fra 1943. Senere blev de overført med held til tv, hvor han fortsatte til 1961. Efter nogle år i relativ stilhed fik Marx Brothers filmene succes hos en ny generation i slutningen af 1960'erne, og Groucho fik comeback med et enmandsshow i Carnegie Hall i 1972. Det blev udsendt på plade og solgte godt. I sine sidste år modtog han en æres-Oscar for sin kreativitet og Marx Brothers enestående præstationer.

## Kendetegn
I filmene er Groucho den smarte, men lurvede type der er stor i slaget, og på forunderlig vis klarer sig ud af selv de største kniber. Hans varemærke er det store malede overskæg, cigaren og en hurtig lavbenet gangart. Han er altid god for en one-liner, og han er glad for unge piger, men har god forståelse for det strategiske i samtidig at lægge an på den rige enke, ofte spillet af Margaret Dumont. Endelig foredrager han ofte en sang. Særligt kendt er "Lydia the Tattooed Lady" fra En dag i cirkus.